# Rancho (vivienda)

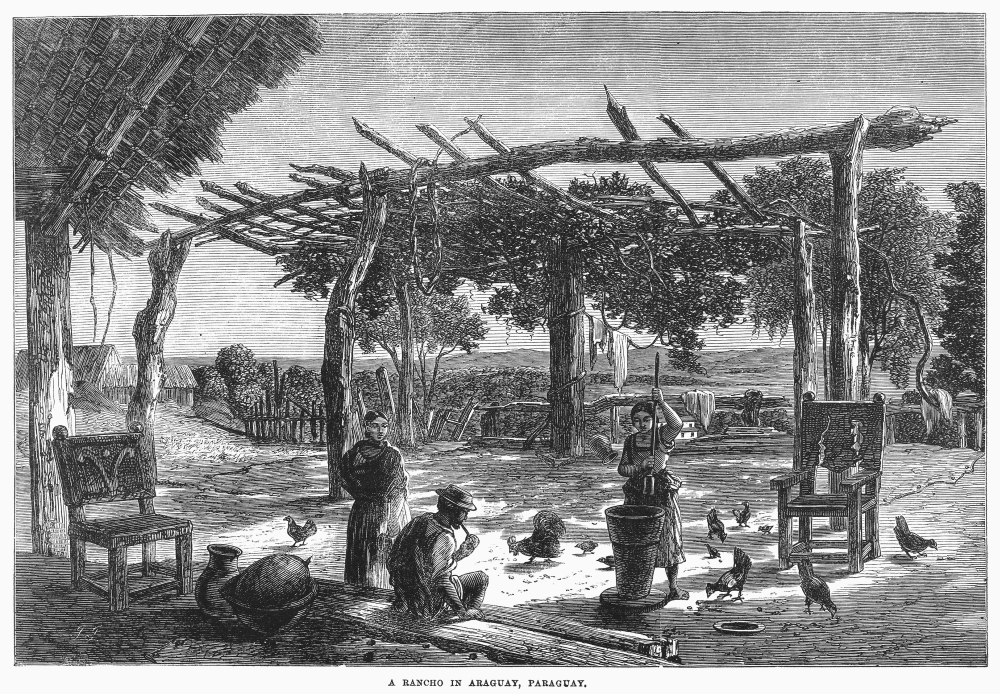
Rancho (vivienda)

El rancho es un tipo de vivienda rural propia de países de América como Argentina, Bolivia, Brasil, Uruguay, Chile, Colombia, Guatemala, Paraguay y Venezuela, de características casi siempre pobres. En México, la palabra rancho también refiere a la extensión privada de más de 2 km² con características específicas como frutos, vegetales, hortalizas y animales domésticos según el INEGI.

## Etimología
Durante el tiempo de los Virreinatos Españoles de América se solió denominar rancho a los sitios más propicios para acampar y así a los campamentos dado que estos solares tenían un terreno, un clima y la suficiente agua dulce y leña como para permitir la vivienda de los europeos. En ciertas partes de Hispanoamérica la antigua palabra española rancho pasó a significar el lugar rural de vivienda permanente o cuasi permanente e incluso rústicas cabañas.

## Arquitectura

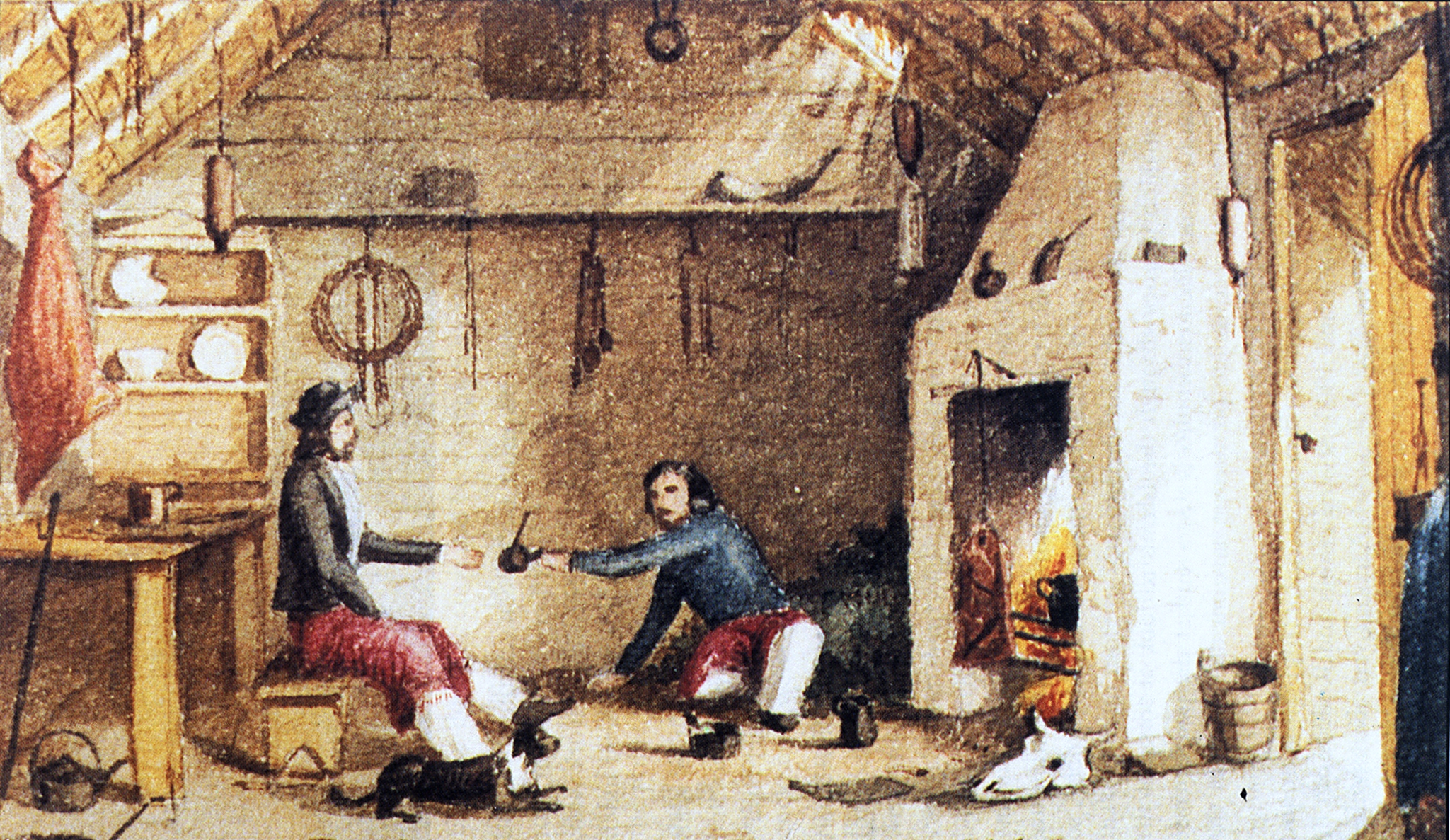
Interior de la vivienda-rancho rioplatense hacia 1850

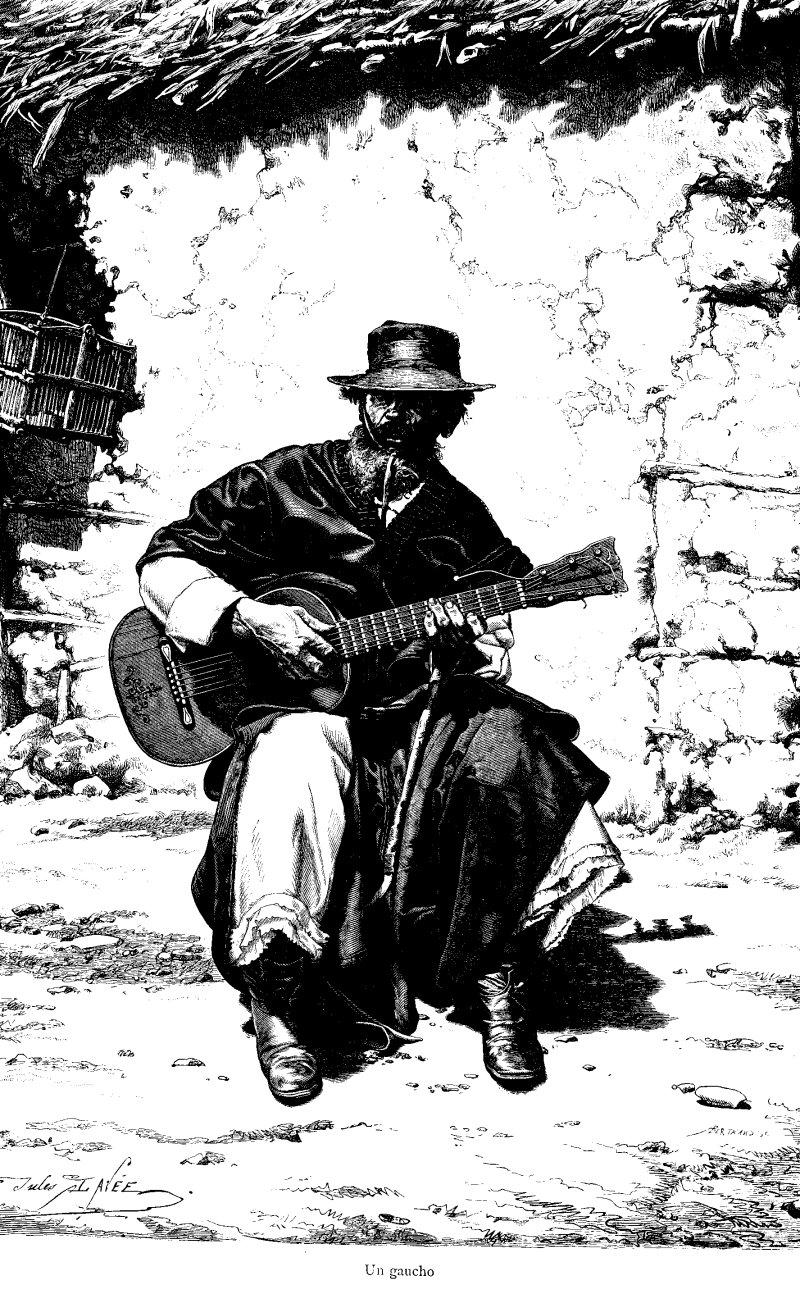
Gaucho con guitarra frente a un rancho

Aunque el nuevo tipo de vivienda en América se construía en gran medida basándose en la ingeniería precolombina (por ejemplo la de los bohíos) mezclada con las chozas europeas, el rancho tomó su nombre de una palabra española. El gaucho, con frecuencia descendiente de español e indígena, tomó de cada cual un poco para fabricar su vivienda de acuerdo a las conveniencias de terreno y climáticas. 
Las dimensiones de la planta básica (o pieza nuclear) de un rancho solían ser la de un rectángulo de 4x5 metros con unos 3 metros de altura en la cumbrera del techo a dos aguas; esto por dos motivos uno consecuente del otro: la familia del gaucho y la del paisano no solían tener aceptados sus papeles de dominio del terreno y por lo tanto, al carecer de títulos de propiedad, no podían invertir su tiempo en edificar un edificio estable que les sirviera de vivienda, ya que podían ser desalojados arbitrariamente por cualquier autoridad.
Esa vivienda era de "chorizo" y de paja "quinchada". El "chorizo" es una argamasa de barro y paja (adobe) con que se levantaban las paredes. Para el techo se usaba la "paja quinchada": manojos de paja atados con un junco a un quincho, dispuesto en forma de techo a dos aguas para favorecer su desagote.
Es un rancho con una cubierta a dos aguas, al frente triangular (el mojinete), que lleva una viga principal en la cumbrera (casi siempre un gran longitudinal tronco denominado "horcón" que es la cumbrera para el techo a dos aguas; entre la cubierta o techumbre y las paredes costaneras, se apoyan las "tijeras", a ambos lados, que sobresalen un trecho para formar el alero; sobre las "tijeras" van, horizontal y paralelamente, las cañas o ramas de sauce, que sustentan la paja "quinchada" de la techumbre. 
Preparada así la estructura, se levantan las paredes exteriores, se techa y se colocan puertas y ventanas que, en un principio, eran simplemente huecos, luego de cuero y muy posteriormente de madera. En 2006, esta técnica de construcción es ampliamente observada en los pueblos originarios.

## Otras acepciones
En Venezuela, la palabra «rancho» se refiere a las viviendas improvisadas, mal construidas o elaboradas con materiales de ínfima calidad como zinc o cartón piedra; donde se asientan las personas de estratos sociales muy bajos.
En México se utiliza para referirse a una finca o hacienda y también, en algunas regiones, a un caserío o aldea.